# Vendée-i háború
A vendée-i háború 1793 márciusa és 1796. július 30. között zajlott, az 1789-ben kezdődött francia forradalom részeként. A franciaországi Vendée tartományban kitört, kezdetben parasztfelkelés jellegű mozgalom a helyi nemesség csatlakozása után royalista, ellenforradalmi jelleget öltött, és több nyugat-franciaországi tartományra is átterjedt. A felkelők ellen kivezényelt republikánus hadsereg 1794 januárjára jórészt újra republikánus uralom alá vonta a területet, de a felkelők a gerilla-taktikát alkalmazva egészen 1796 közepéig kitartottak.

## Előzmények
Az 1789-ben kitört franciaországi forradalom a francia társadalomban addig soha nem tapasztalt indulatokat szabadított fel. A lázadás rövid időn belül a monarchikus rendszer bukásához vezetett, XVI. Lajos királyt 1792. szeptember 21-én megfosztották hatalmától, majd az ország felett a Nemzeti Konvent vette át a hatalmat, köztársasággá kiáltva ki azt.
A republikánusoknak azonban nem sikerült egyöntetűen az egész francia lakosságot a saját oldalukra állítaniuk. Különösen a nyugat-franciaországi, a korban meglehetősen elmaradott Vendée régió lakossága idegenkedett az új uralomtól, ugyanis az itteni lakosság erősen királypárti és hithű katolikus volt és igen erős volt itt a papság befolyása.
Már a forradalmat követő és a felkelést megelőző években is gyakran fordultak elő zendülések és tiltakozások főleg a Nemzeti Konvent egyházellenes politikáját, s azt, hogy a papságot kényszerítették felesküdni az alkotmányra, illetve, hogy a klérus tagjait nem lehetett plébános úr, püspök úr, esperes úr alakban szólítani, hanem mint plébános polgártárs, vagy egyszerűen polgártárs. Egyaránt ellenezték, sőt mélységesen felháborítónak tartották a király lemondatását. A lakosság elkeseredését tovább fokozták a megnövelt adóterhek, az időközben az európai államokkal kitört háborúk miatti sorozások és a Konvent egyházellenes intézkedései, melynek során ok nélkül ítéltek egyházi személyeket száműzetésre, az egyház birtokait pedig elkobozták.
Amikor XVI. Lajost 1793 elején kivégezték Vendée már megállíthatatlanul haladt a fegyveres felkelés felé, amelyet végül eszkalált a Konvent március 3-án a kiadott rendelete a franciaországi templomok bezárásáról, valamint az egyházi megszentelt edények elkobzásáról, s amelyben továbbá megtiltotta a francia lakosságnak, hogy a sírokra kereszt alakú fejfát rakjanak. A felkelők létrehozták a Királyi és Katolikus Hadsereget, mely harcot indított a republikánus államapparátus ellen.

## A felkelés
A vendée-i felkelők élére előbb helybéli papok álltak, majd rövidesen csatlakozott hozzájuk a királypárti beállítottságú nemesi réteg is, akik közül többen tapasztalt hadvezérek lévén, igyekeztek a lázadókból egy ütőképes hadsereget létrehozni. Március folyamán Vendée-vel együtt több más franciaországi tartományban is zavargások kezdődtek, a fellázadt lakosság több településen is lemészárolta helybéli republikánusokat. A legjelentősebb ilyen eset a vendée-i Machecoul településen volt, ahol a királypártiak 150-200 republikánust mészároltak le. A republikánus haderő április elejére leverte a Loire folyótól északra kitört mozgalmakat, de a folyótól délre a Királyi és Katolikus Hadsereg által ellenőrzött négy tartománnyal nem sikerült boldogulniuk, az ugyanis a gerilla-hadviselést alkalmazva visszaverte republikánus csapatokat. 
A Nemzeti Konvent március közepén 45 000 katonát küldött a felkelés leverésére. A felkelők azonban március 19-én Chantonnay-tól északra egy hatórás csatában megverték a republikánus hadsereget, majd ellentámadást indítva kiterjesztették hatalmukat a Loire és Lay folyók közti vonalig. Innen tovább nyomulva májusban elfoglalták Thouars-t, júniusban Saumurt, majd Châtillon-sur-Sèvre-t és Vihiers-t. Június 29-én azonban vereséget szenvedtek Bretagne tartomány egyik legjelentősebb városa, Nantes alatt. 
1794 elején, a Terror uralmának tetőpontján francia katonák masíroztak be az atlanti parti Vendée-be, ahol korábban a párizsi forradalmi kormányzat ellen lázadtak fel a helyiek. Louis-Marie Turreau tábornok tizenkét „pokoli oszlopa” kegyetlen parancsot kapott: öljenek meg mindent, és mindenkit, aki és ami él és mozog. A katonák ekkor több tízezer embert - nőket és gyerekeket egyaránt - mészároltak le, és az egész vidéket felgyújtották. 
1793. augusztus 1-jén a jakobinus Közjóléti Bizottság Jean-Baptiste Carrier tábornokot bízta meg a régió "pacifikálásával", engedélyt adva akár a teljes térség elpusztítására is. Carrier tábornok Louis Marie Turreau tábornokot küldte a hadműveletek lebonyolítására, 12 hadosztályt rendelve a parancsnoksága alá.  
Nantes városában a forradalmi vezető, Jean-Baptiste Carrier a helyi rabok tömeges lemészárlásával folytatta: meztelen férfiakat, nőket és gyermekeket kötöztek össze és zsúfoltak olyan lélekvesztőkre, amelyeket aztán a Loire közepén ágyúlövésekkel süllyesztettek el, majd az esetleges túlélőket is lelődözték. Amikor a katonák végeztek, Francois Joseph Westermann tábornok a következőt írta a Konventnek: "Vendée nincs többé... A kapott parancsok alapján lovakkal tapostattam agyon a gyerekeket, lemészároltattam a nőket, akik így nem szülnek több brigantit. Nincs egyetlen fogoly, aki ezt felemlegetné: kivégzettem mindet.” A történészek szerint a hadsereg 160-200 ezer embert ölt meg. 
A köztársasági csapatok október 17-én súlyos vereséget mértek a vendée-i felkelőkre a cholet-i összecsapásban, a csatában a felkelők egyik vezére, Charles de Bonchamps is elesett. A felkelők Henri de la Rochejaquelein vezetésével még megkísérelték átvenni a kezdeményezést a köztársasági haderőtől, ostroma alá véve Granville várát. A várvédők azonban visszaverték az ostromlókat, akik így kénytelenek voltak visszavonulni, nyomukban a köztársasági haderővel. A köztársaságiak a dol-i, az angers-i, a Le Mans-i, majd végül december 23-án a savenay-i csatában teljesen tönkreverték a felkelőket. A vezérek többsége elesett, néhányan fogságba kerültek, akiket később kivégeztek. 
A felkelők maradéka Henri de la Rochejaquelein vezetésével gerillaháborút kezdett a köztársasági haderő ellen, de miután Rochejaqueleint 1794. január 28-án meggyilkolták, a felkelők többsége letette a fegyvert. Egy kisebb mértékű ellenállás azonban továbbra is maradt, amiért Turreau tábornok elrendelte a felperzselt föld taktikájának alkalmazását, valamint katonái 1794 májusáig legkevesebb 50 000 ezer vendée-i civilt mészároltak le. Végül a Közjóléti Bizottság megbízásából Louis Lazare Hoche tábornok garantálta a vendée-i lakosság számára magánbirtokaik tiszteletben tartását és a Direktórium nevében engedélyt adott a szabad vallásgyakorlásra, így a még harcoló lázadók is letették a fegyvert. 1796. július 30-án megszüntették az ostromállapotot a nyugati tartományokban.